# Avenida Rojas Magallanes

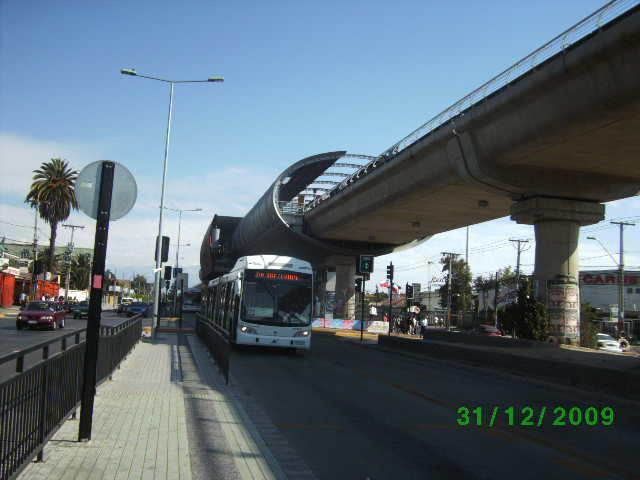
Intersección vial de Avenida Vicuña Mackenna con la Avenida Rojas Magallanes Atrás de las palma chilena se ve (hoy demolida) la antigua mansión de Victorino Rojas Magallanes

La Avenida Rojas Magallanes es una arteria vial de la ciudad de Santiago de Chile que corre en sentido poniente-oriente. Nace al poniente, en la intersección con la Autopista Vespucio Sur hasta Camino Las Tinajas, donde hace intersección con Avenida Santa Raquel, Avenida Vicuña Mackenna, Avenida La Florida, y Avenida Tobalaba. En altura Rojas Magallanes se encuentra en el paradero 18.
El nombre de esta avenida viene de Victorino Rojas Magallanes, político que fue alcalde de la comuna de Puente Alto, cuando La Florida pertenecía a tal, y que en sus terrenos se fue generando el primer centro urbano de la comuna.

## Características
Calle histórica donde se inició el poblamiento de la comuna (En la intersección con La Florida). Vistas desde oriente a poniente, nace en plena cordillera, en un sector de barrios recién construidos. Después de Avenida La Florida entra a una serie de calles con nombres de países y antiguo poblamiento. En Vicuña Mackenna se encuentra la estación homónima del el metro y después comienzan la Villa Calaf y Cabaña y la Villa O`Higgins. En este sector se forman los domingos una de las ferias libres más importante de Santiago. Termina en la confluencia con Americo Vespucio 

## Curiosidades
En 1996 se creó una obra de teatro  con el nombre "Rojas Magallanes". La obra mostraba a grandes rasgos los excesos policíacos. Elenco original: Rodrigo Achondo, Pedro Castellano, Yasimm Hinojosa, Cristóbal Gumucio y Mariana Loyola.
- Datos: Q5714045